# Liste von Bergen in Baden-Württemberg

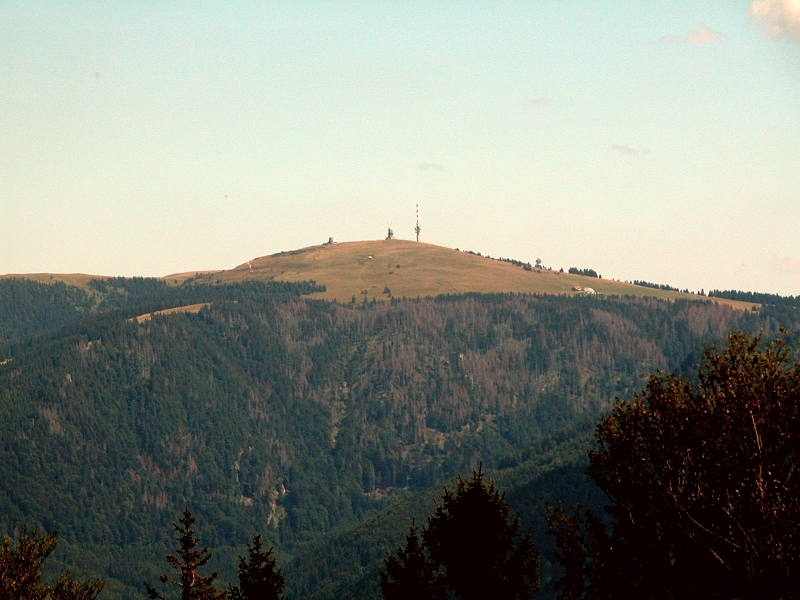
Feldberg, höchster Berg Baden-Württembergs (Schwarzwald)

Die Liste von Bergen in Baden-Württemberg zeigt eine Auswahl von Bergen und Erhebungen sowie deren Ausläufern im deutschen Bundesland Baden-Württemberg – sortiert nach Höhe in Meter (m) über Normalhöhennull (NHN):

## Höchste Berge und Erhebungen baden-württembergischer Landschaften
In folgender Tabelle ist jeweils der höchste Berg bzw. die höchste Erhebung zu jeder genannten Landschaft aufgeführt.
In der Spalte Landschaft sind großflächige bzw. hohe Mittelgebirge fett eingetragen, kursiv dagegen Landschaften ohne lokalen Höhenschwerpunkt bzw. Talsenken-Landschaften, deren teils inselartige Erhebungen ihre Umgebung dominieren. Der Klick auf das Wort „Liste“ in der Spalte „Bergliste“ führt gegebenenfalls zu einem Artikel, der förmlich oder in Fließtext weitere Berge der jeweiligen Landschaft oder Region aufführt, unter denen ein Teil auch außerhalb Baden-Württembergs liegen kann.

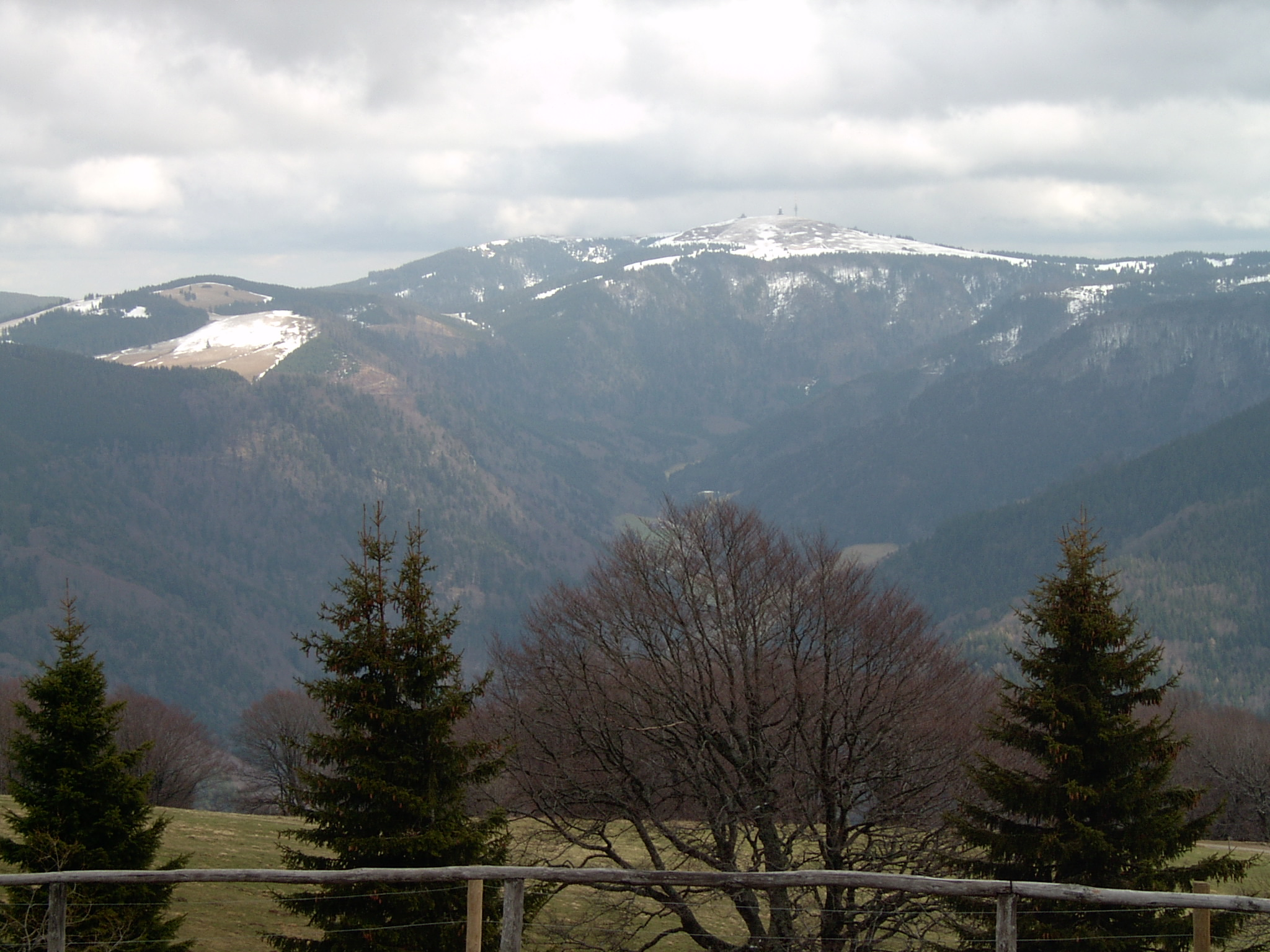
Feldberg (Schwarzwald)

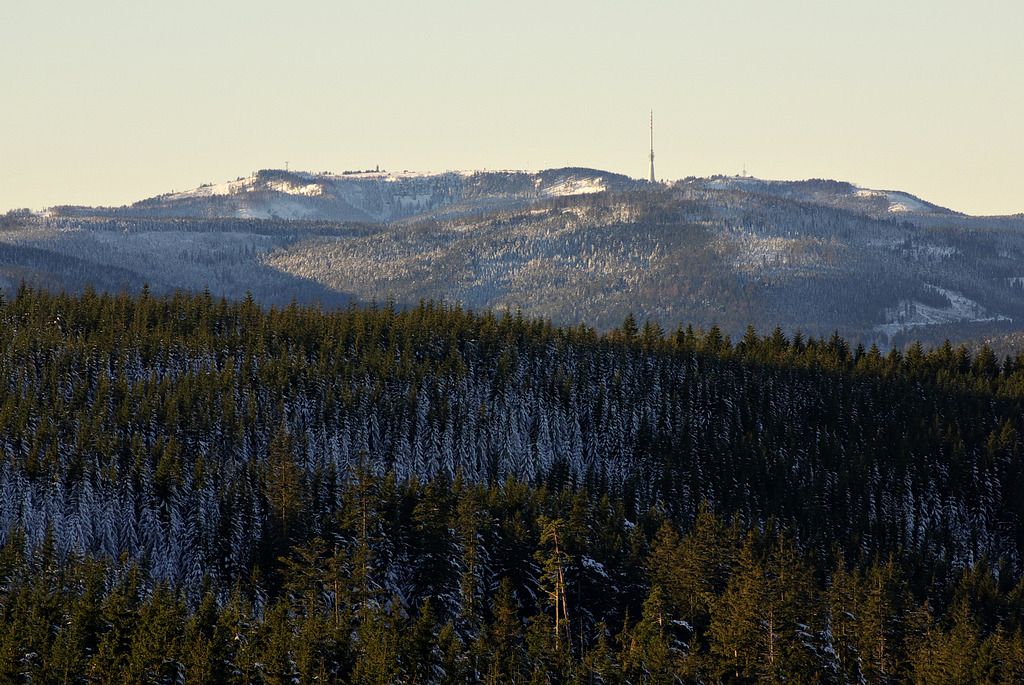
Hornisgrinde (Nordschwarzwald)

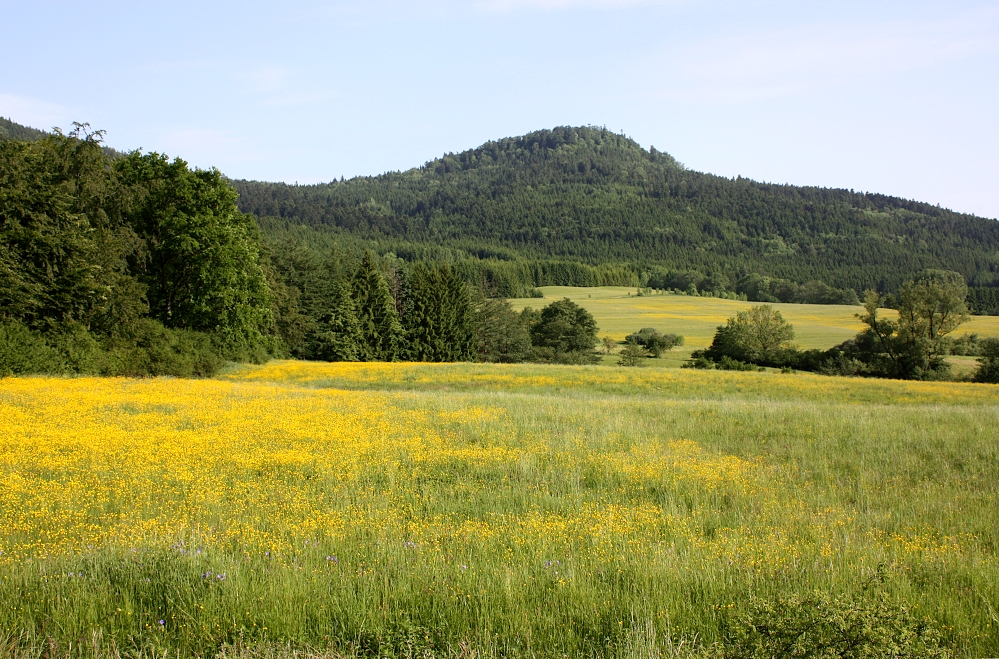
Lemberg (Schwäbische Alb)

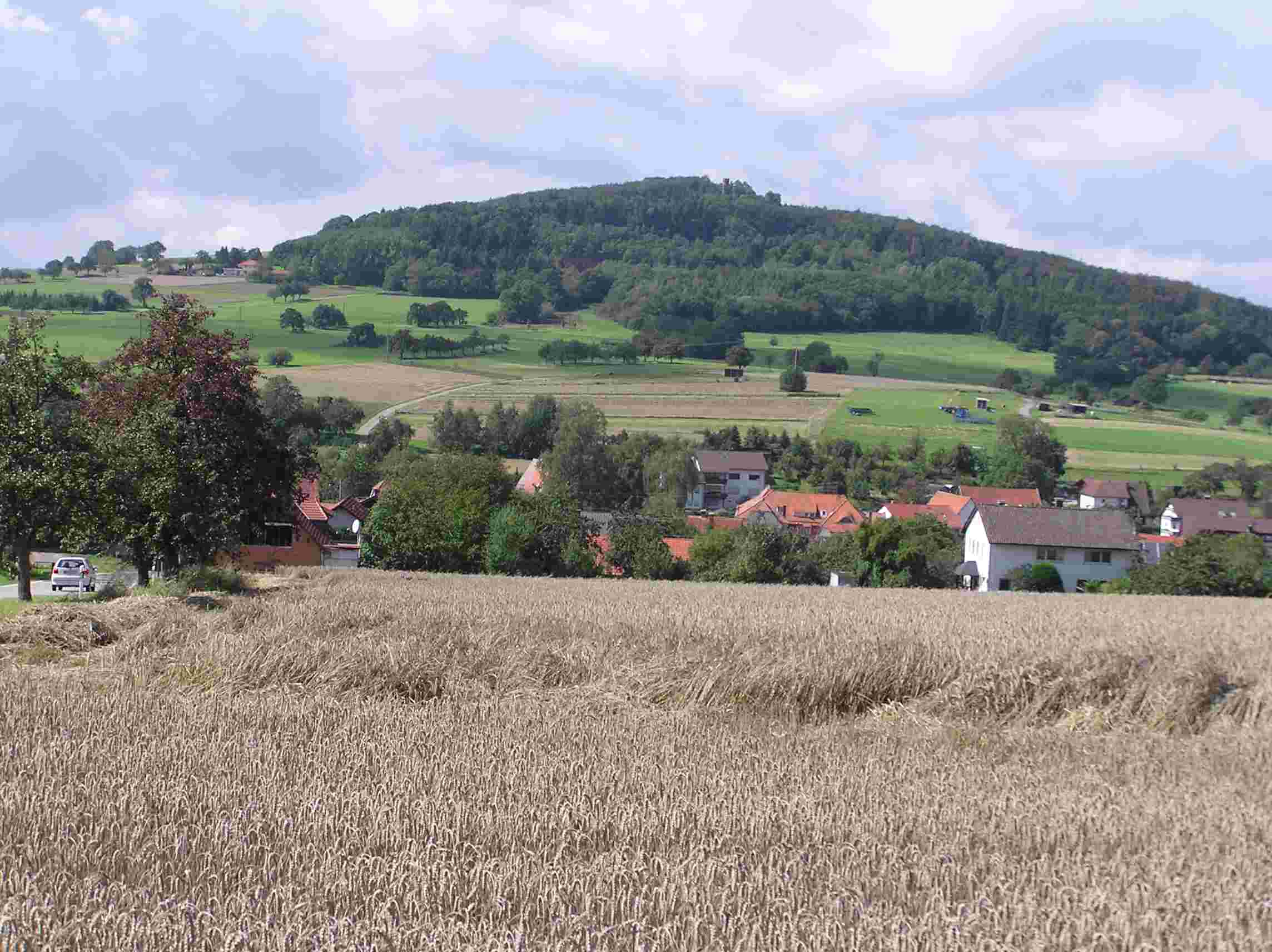
Katzenbuckel (Odenwald)

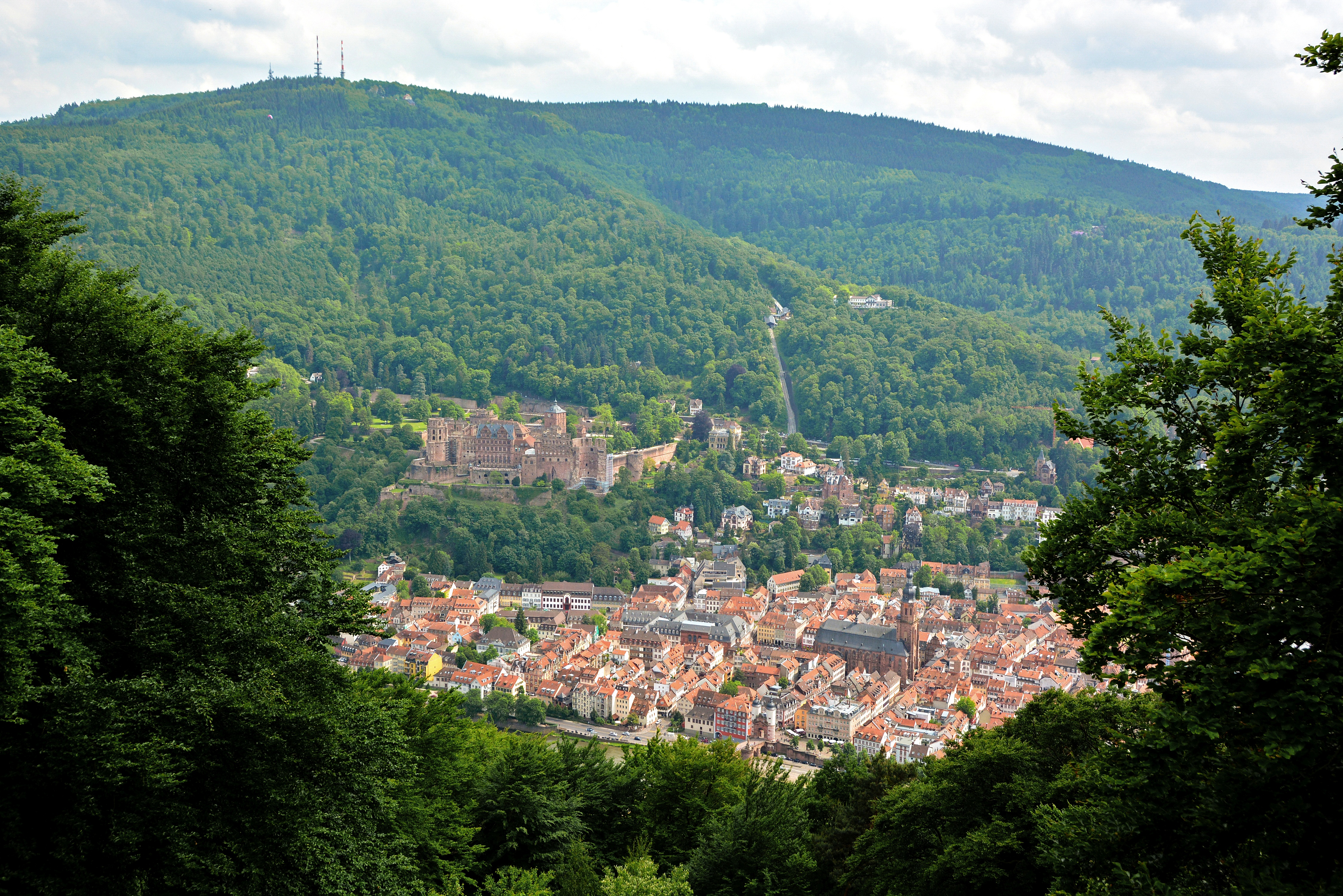
Königstuhl (Kleiner Odenwald)

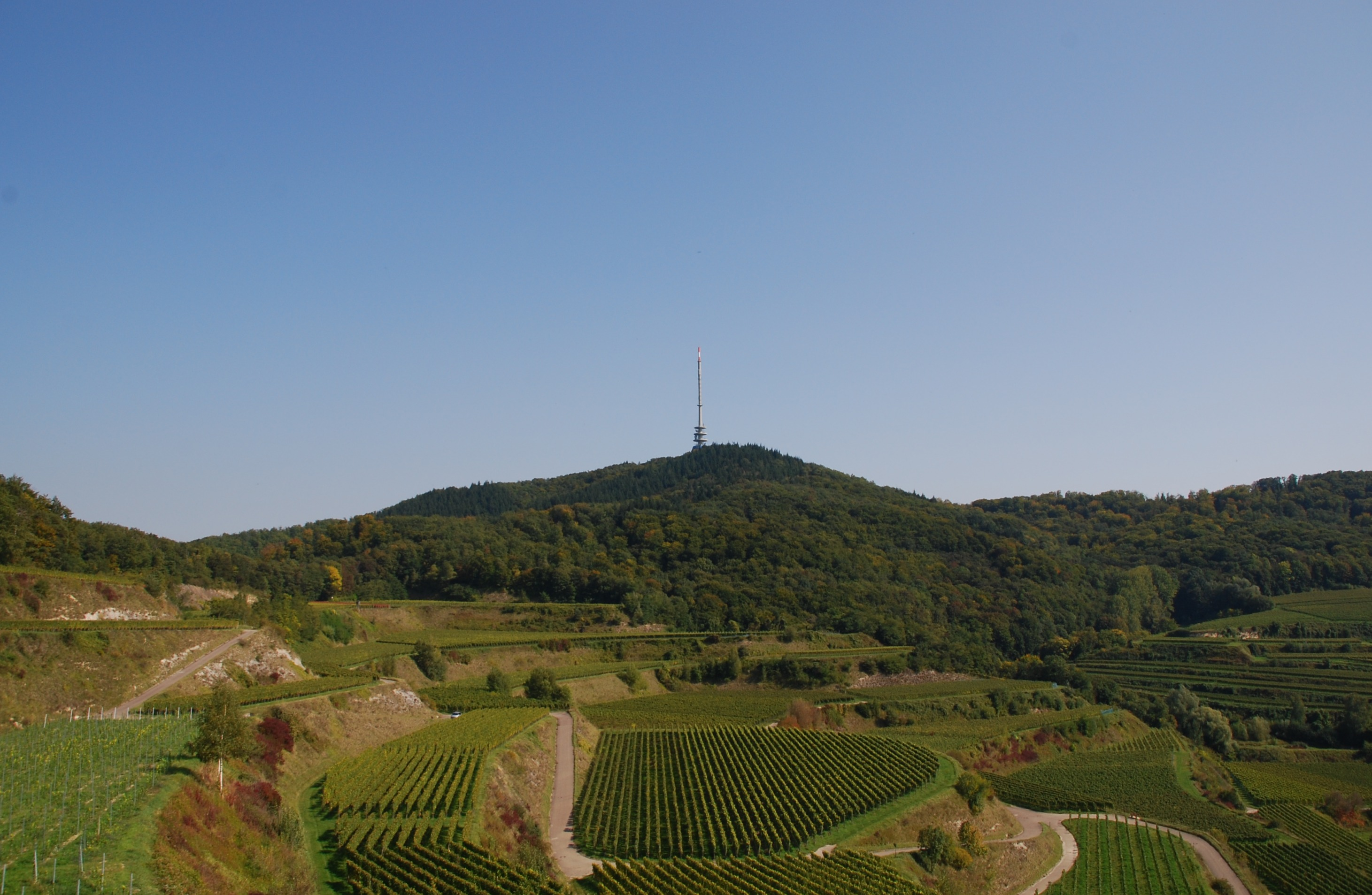
Totenkopf (Kaiserstuhl)

Die anfangs nach der Höhe sortierte Tabelle kann durch Klick auf das Symbol bei der Überschrift einer beliebigen Spalte nach den Einträgen dieser Spalte umsortiert werden.
→ siehe auch: Liste der naturräumlichen Einheiten in Baden-Württemberg
| Berg/Erhebung         | Höhe (m) | Landschaft                 | Berg- liste | Landkreis/e kreisfreie Stadt bzw. Stadtkreis         |
| --------------------- | -------- | -------------------------- | ----------- | ---------------------------------------------------- |
| Feldberg              | 1493,0   | Schwarzwald Südschwarzwald | Liste       | Breisgau-Hochschwarzwald Waldshut                    |
| Kandel                | 1241,3   | Mittlerer Schwarzwald      | ---         | Emmendingen Breisgau-Hochschwarzwald                 |
| Hornisgrinde          | 1164,4   | Nordschwarzwald            | Liste       | Ortenaukreis                                         |
| Schwarzer Grat        | 1118,5   | Adelegg                    | Liste       | Ravensburg                                           |
| Iberger Kugel         | 1049,4   | Allgäuer Alpen             | Liste       | Ravensburg                                           |
| Lemberg               | 1015,7   | Schwäbische Alb            | Liste       | Tuttlingen                                           |
| Neuhewen              | 867,2    | Hegau                      | Liste       | Konstanz                                             |
| Höchsten              | 842,6    | Linzgau                    | ---         | Bodensee Sigmaringen                                 |
| Galgenberg            | 776,9    | Altdorfer Wald             | Liste       | Ravensburg                                           |
| namenlose Kuppe       | 716,9    | Schiener Berg              | Liste       | Konstanz                                             |
| namenlose Kuppe       | 706,5    | Atzenberger Höhe           | ---         | Ravensburg                                           |
| namenlose Kuppe       | 700,0    | Holzstöcke                 | Liste       | Ravensburg                                           |
| namenlose Kuppe       | 697,9    | Wagenhart                  | Liste       | Ravensburg                                           |
| namenlose Kuppe       | 693,4    | Bodanrück                  | Liste       | Konstanz                                             |
| Katzenbuckel          | 626,8    | Odenwald                   | Liste       | Neckar-Odenwald                                      |
| Daumen                | 610,4    | Hecken- und Schlehengäu    | Liste       | Calw                                                 |
| Hohwacht              | 593,9    | Rammert                    | Liste       | Zollernalb                                           |
| Hohe Brach            | 586,9    | Mainhardter Wald           | Liste       | Rems-Murr                                            |
| Hagberg               | 586,9    | Welzheimer Wald            | Liste       | Ostalb                                               |
| Bromberg              | 583,6    | Schönbuch                  | Liste       | Böblingen                                            |
| Hornberg              | 580,0    | Virngrund                  | ---         | Ostalb                                               |
| Hohenstein            | 572,7    | Murrhardter Wald           | Liste       | Rems-Murr                                            |
| Königstuhl            | 570,3    | Kleiner Odenwald           | Liste       | Rhein-Neckar Neckar-Odenwald Heidelberg (Stadtkreis) |
| Hohentannen           | 565,2    | Frickenhofer Höhe          | Liste       | Ostalb                                               |
| Altenberg             | 564,7    | Limpurger Berge            | Liste       | Schwäbisch Hall                                      |
| Raitelberg            | 561,1    | Löwensteiner Berge         | Liste       | Heilbronn                                            |
| Totenkopf             | 556,8    | Kaiserstuhl                | ---         | Breisgau-Hochschwarzwald                             |
| Hohe Flum             | 536,4    | Dinkelberg                 | Liste       | Lörrach                                              |
| Mühlberg              | 523,7    | Waldenburger Berge         | Liste       | Hohenlohe                                            |
| namenlose Kuppe       | 519,6    | Buocher Höhe               | Liste       | Rems-Murr                                            |
| Kernen                | 512,7    | Schurwald                  | Liste       | Rems-Murr                                            |
| Bopser (Hoher Bopser) | 485,2    | Filder                     | Liste       | Stuttgart (Stadtkreis)                               |
| Baiselsberg           | 476,6    | Stromberg                  | Liste       | Ludwigsburg                                          |
| Maschlanden           | 417,0    | Bauland                    | ---         | Main-Tauber                                          |
| Heidelberg            | 336,7    | Heuchelberg                | Liste       | Heilbronn                                            |
| namenlose Kuppe       | 334,0    | Harthäuser Wald            | ---         | Heilbronn Hohenlohe                                  |

## Berge im gesamten Land Baden-Württemberg
Name, Höhe, Lage (Ort, Landkreis/e, Landschaft)
- Feldberg (1494,2 m), Landkreis Breisgau-Hochschwarzwald, Schwarzwald
- Seebuck (1449,3 m), Landkreis Breisgau-Hochschwarzwald, Schwarzwald
- Herzogenhorn (1415,6 m), Landkreis Waldshut, Schwarzwald
- Belchen (1414,2 m), Landkreis Lörrach/Landkreis Breisgau-Hochschwarzwald, Schwarzwald
- Stübenwasen (1388,8 m), Todtnauberg, Landkreis Lörrach, Schwarzwald
- Silberberg (1358,9 m), Todtnau-Brandenberg, Landkreis Lörrach, Schwarzwald
- Spießhorn (1350,8 m), Bernau, Landkreis Waldshut, Schwarzwald
- Toter Mann (1321,7 m), Oberried, Landkreis Breisgau-Hochschwarzwald, Schwarzwald
- Bärhalde (1318,7 m), Feldberg-Neuglashütten/Menzenschwand, Landkreise Breisgau-Hochschwarzwald/Waldshut, Schwarzwald
- Blößling (1309,5 m), Bernau, Landkreis Waldshut, Schwarzwald
- Schnepfhalde (1299,7 m), Schluchsee/Menzenschwand, Landkreise Breisgau-Hochschwarzwald/Waldshut, Schwarzwald
- Zweiseenblick (1292 m), Feldberg-Neuglashütten, Landkreis Breisgau-Hochschwarzwald, Schwarzwald
- Schauinsland (1283,9 m), Freiburg im Breisgau/Landkreis Breisgau-Hochschwarzwald, Schwarzwald
- Trubelsmattkopf (1281,8 m), Muggenbrunn, Landkreis Lörrach, Schwarzwald
- Habsberg (1275,2 m), Schluchsee, Landkreis Breisgau-Hochschwarzwald, Schwarzwald
- Wiesenwaldkopf (1277,8 m), Hinterzarten, Landkreis Breisgau-Hochschwarzwald, Schwarzwald
- Hochkopf (1263,5 m), Todtmoos/Präg, Landkreis Waldshut, Schwarzwald
- Kandel (1241,3 m), Landkreis Emmendingen/Landkreis Breisgau-Hochschwarzwald, Schwarzwald
- Köhlgarten (1224,2 m), Neuenweg/Wies, Landkreis Lörrach, Schwarzwald
- Farnberg (1217,8 m), Todtmoos/Bernau/Ibach, Landkreis Waldshut, Schwarzwald
- Bötzberg (1215,8 m), St. Blasien, Landkreis Waldshut, Schwarzwald
- Sengalenkopf (1210,4 m), Todtnau-Gschwend, Landkreis Lörrach, Schwarzwald
- Windeck (1208,7 m), Hinterzarten, Landkreis Breisgau-Hochschwarzwald, Schwarzwald
- Hochgescheid (1203,3 m), Fröhnd, Landkreis Lörrach, Südschwarzwald
- Hinterwaldkopf (1199,2 m), Landkreis Breisgau-Hochschwarzwald, Schwarzwald
- Hochfirst (1196,9 m), Titisee-Neustadt/Lenzkirch, Landkreis Breisgau-Hochschwarzwald, Schwarzwald
- Weißtannenhöhe (1190,5 m), Breitnau/Titisee-Neustadt, Landkreis Breisgau-Hochschwarzwald, Schwarzwald
- Hörnle (Münstertal) (1188,9 m), bei Münstertal/Wieden, Landkreise Breisgau-Hochschwarzwald/Lörrach, Schwarzwald
- Obereck (1178,2 m), Simonswald, Landkreis Emmendingen, Schwarzwald
- Rohrenkopf (1172,7 m), Landkreis Lörrach, Schwarzwald
- Griesbacher Eck (1172,3 m), Simonswald, Landkreis Emmendingen, Schwarzwald
- Blauen (auch Hochblauen) (1165,4 m), Landkreise Breisgau-Hochschwarzwald/Lörrach, Schwarzwald
- Hornisgrinde (1164,4 m), Ortenaukreis, Schwarzwald
- Hasenhorn (1155,8 m), Landkreis Lörrach, Schwarzwald
- Rosseck (1154,7 m), Simonswald, Landkreis Emmendingen, Schwarzwald
- Rohrhardsberg (1153,2 m), Schwarzwald-Baar-Kreis, Schwarzwald
- Brend (1149,3 m), Schwarzwald-Baar-Kreis/Landkreis Emmendingen, Schwarzwald
- Steinberg (1140,6 m), Neukirch, Schwarzwald-Baar-Kreis, Schwarzwald
- Bossenbühl (1127 m), Waldau, Landkreis Breisgau-Hochschwarzwald, Schwarzwald
- Hornkopf (1120,8 m), Simonswald, Landkreis Emmendingen, Schwarzwald
- Schwarzer Grat (1118,5 m), Landkreis Ravensburg, Adelegg
- Sirnitz (1114,4 m), Münstertal/Badenweiler, Landkreis Breisgau-Hochschwarzwald, Schwarzwald
- Altsteigerskopf (1092,3 m), Ortenaukreis, Schwarzwald
- Tafelbühl (1084,0 m), Simonswald, Landkreis Emmendingen, Schwarzwald
- Hundsrücken (1080,8 m), bei der Hornisgrinde, Ortenaukreis, Schwarzwald
- Zeller Blauen (heute seltener Hochblauen) (1077,0 m), Landkreis Lörrach, Schwarzwald
- Stöcklewald (1069,2 m), Schwarzwald-Baar-Kreis, Schwarzwald
- Vogelskopf (1056,2 m), Landkreis Freudenstadt und Ortenaukreis, Schwarzwald
- Schliffkopf (1055,8 m), Landkreis Freudenstadt, Schwarzwald
- Seekopf (1054,9 m), Ortenaukreis, Landkreis Freudenstadt, Schwarzwald
- Hoher Ochsenkopf (1054,1 m), Landkreis Rastatt, Schwarzwald
- Iberger Kugel (1049,4 m), Landkreis Ravensburg, Allgäuer Alpen
- Gschasikopf (1046,3 m), Elzach, Landkreis Emmendingen, Schwarzwald
- Hochkopf (1038,5 m), Ortenaukreis, Schwarzwald
- Bubshorn (1032,9 m), Fröhnd/Pfaffenberg, Landkreis Lörrach, Schwarzwald
- Honeck (1022,7 m), Bürchau, Landkreis Lörrach, Schwarzwald
- Lemberg (1015,7 m), Landkreis Tuttlingen, Schwäbische Alb
- Pfälzer Kopf (1014,0 m), Baiersbronn, Landkreis Freudenstadt, Schwarzwald
- Rappeneck (1010,4 m), Landkreis Breisgau-Hochschwarzwald, Schwarzwald
- Oberhohenberg (1009,6 m), Zollernalbkreis, Schwäbische Alb
- Hochberg (1008,9 m), Landkreis Tuttlingen, Schwäbische Alb
- Mehliskopf (1008,0 m), Landkreis Rastatt, Schwarzwald
- Wandbühl (1006,8 m), Landkreis Tuttlingen, Schwäbische Alb
- Rainen (1006,4 m), Landkreis Tuttlingen, Schwäbische Alb
- Montschenloch (1004 m), Landkreis Tuttlingen, Schwäbische Alb
- Riesenköpfle (1002,4 m), Baiersbronn, Landkreis Freudenstadt, Schwarzwald
- Badener Höhe (1002,2 m), Baden-Baden/Landkreis Rastatt, Schwarzwald
- Hummelsberg (1002,1 m), Landkreis Tuttlingen, Schwäbische Alb
- Bol (1002 m), Landkreis Tuttlingen, Schwäbische Alb
- Seekopf (1001,8 m), bei Forbach-Herrenwies, Landkreis Rastatt, Schwarzwald
- Plettenberg (1001,7 m), Zollernalbkreis, Schwäbische Alb
- Gugel (996,5 m), bei Herrischried, Landkreis Waldshut, Schwarzwald
- Ortenberg (995,9 m), Landkreis Tuttlingen, Schwäbische Alb
- Hohe Möhr (988,8 m), Landkreis Lörrach, Schwarzwald
- Hohloh (988,8 m), Landkreis Rastatt, Schwarzwald
- Weichenwang (988,0 m), Zollernalbkreis, Schwäbische Alb
- Dreifaltigkeitsberg (987,9 m), Landkreis Tuttlingen, Schwäbische Alb
- Lupfen (975,5 m), Landkreis Tuttlingen, Schwäbische Alb
- Alexanderschanze (970,6 m), Landkreis Freudenstadt, Schwarzwald
- Heersberg (964,9 m), Zollernalbkreis, Schwäbische Alb
- Lochenstein (963,6 m), Zollernalbkreis, Schwäbische Alb
- Raichberg (956,5 m), Zollernalbkreis, Schwäbische Alb
- Brandenkopf (945,9 m), Ortenaukreis, Schwarzwald
- Hundsrücken (931,4 m), Zollernalbkreis, Schwäbische Alb
- Hoher Randen (929,5 m), Schwarzwald-Baar-Kreis, Randen
- Böllat (922,3 m), Zollernalbkreis, Schwäbische Alb
- Zeller Horn (912,7 m), Zollernalbkreis, Schwäbische Alb
- Hohenkarpfen (911,5 m), Landkreis Tuttlingen, Schwäbische Alb
- Teufelsmühle (908,3 m), Landkreis Rastatt, Schwarzwald
- Hörnleberg (906,2 m), bei Gutach im Breisgau, Landkreis Emmendingen, Schwarzwald
- Kornbühl (886,5 m), Zollernalbkreis, Schwäbische Alb
- Hörnle (Bollschweil) (885,8 m), bei Bollschweil, Landkreis Breisgau-Hochschwarzwald, Schwarzwald
- Herrenwieser Sattel (878 m), Baden-Baden/Landkreis Rastatt, Schwarzwald
- Moos (876,9 m), Ortenaukreis, Schwarzwald
- Römerstein (874,4 m), Landkreis Reutlingen, Schwäbische Alb
- Roßberg (869,6 m), Landkreis Reutlingen, Schwäbische Alb
- Neuhewen (867,2 m), Landkreis Konstanz, Hegau
- Witthoh (862 m), Landkreis Tuttlingen, Höhenzug am Rand der Schwäbischen Alb
- Zoller (858,3 m), Zollernalbkreis, Schwäbische Alb
- Hohenhewen (845,3 m), Landkreis Konstanz, Hegau
- Sternberg (844,3 m), Landkreis Reutlingen, Schwäbische Alb
- Höchsten (842,6 m), Bodenseekreis/Landkreis Sigmaringen, Linzgau
- Hohenstoffeln (841,8 m), Landkreis Konstanz, Hegau
- Brucker Hölzle (829,9 m), Landkreis Esslingen, Schwäbische Alb
- Hohe Warte (820,5 m), Landkreis Reutlingen, Schwäbische Alb
- Boßler (799,9 m), Landkreis Göppingen, Schwäbische Alb
- Wachbühl (792,7 m), Landkreis Ravensburg, Zeiler Schotterfeld
- Farrenkopf (788,6 m), Ortenaukreis, Schwarzwald
- Kaltes Feld (781,1 m), Ostalbkreis, Schwäbische Alb
- Galgenberg (776,9 m), Landkreis Ravensburg, Altdorfer Wald
- Teckberg (774,8 m), Landkreis Esslingen, Schwäbische Alb
- Waldburg (772 m), Landkreis Ravensburg, Oberschwaben
- Bussen (766,7 m), Landkreis Biberach, Oberschwaben
- Fuchseck (760,9 m), Landkreis Göppingen, Schwäbische Alb
- Stuifen (757 m), Ostalbkreis, Schwäbische Alb
- Grabener Höhe (754,1 m), Landkreis Ravensburg, Oberschwaben
- Gehrenberg (751,9 m), Bodenseekreis, Linzgau
- Volkmarsberg (743,6 m), Ostalbkreis, Schwäbische Alb
- Sielenwang (722,8 m), Landkreis Göppingen, Schwäbische Alb
- namenlose Kuppe (716,9 m), Landkreis Konstanz, Schiener Berg
- Hohbäumle (715,5 m), Landkreis Biberach, Oberschwaben
- namenlose Kuppe (710,8 m), Landkreis Ravensburg, Atzenberger Höhe
- Rechberg (708,1 m), Ostalbkreis, Schwäbische Alb
- Achalm (706,5 m), Landkreis Reutlingen, Schwäbische Alb
- namenlose Kuppe (698,0 m), Landkreis Ravensburg, Wagenhart
- Hohentwiel (696,2 m), Landkreis Konstanz, Hegau
- Bernstein (693,5 m), Landkreis Rastatt/Landkreis Calw, Schwarzwald
- namenlose Kuppe (693,4 m), Landkreis Konstanz, Bodanrück
- Brandeckkopf (685,8 m), Offenburg, Ortenaukreis, Mittlerer Schwarzwald
- Hohenstaufen (684 m), Landkreis Göppingen, Schwäbische Alb
- Merkur (669,0 m), Baden-Baden/Landkreis Rastatt, Schwarzwald
- Ipf (668,2 m), Ostalbkreis, Schwäbische Alb
- Mägdeberg (654,2 m), Landkreis Konstanz, Hegau
- Schönberg (644,2 m), Landkreis Breisgau-Hochschwarzwald/Freiburg im Breisgau, Schwarzwald-Vorgebirge
- Hohenkrähen (636,6 m), Landkreis Konstanz, Hegau
- Katzenbuckel (626,8 m), Neckar-Odenwald-Kreis, Odenwald
- Mahlberg (611,5 m), Landkreis Rastatt, Landkreis Karlsruhe, Schwarzwald
- Daumen (611 m), Landkreis Calw, Hecken- und Schlehengäu
- Staufen (594 m), Landkreis Konstanz, Hegau
- Hohwacht (593,9 m), Zollernalbkreis, Rammert
- Rangenbergle (588,9 m), Landkreis Reutlingen
- Stiefelhöhe (587,4 m), Rhein-Neckar-Kreis, Odenwald
- Hohe Brach (586,9 m), Rems-Murr-Kreis, Mainhardter Wald
- Hagberg (586,9 m), Ostalbkreis, Welzheimer Wald
- Bromberg (583,6 m), Landkreis Böblingen, Schönbuch
- Hornberg (580,0 m), Ostalbkreis, Virngrund
- Königstuhl (570,3 m), Rhein-Neckar-Kreis und Stadtkreis Heidelberg, Kleiner Odenwald
- Battert (568,6 m), Baden-Baden, Schwarzwald
- Hohentannen (565,2 m), Ostalbkreis, Frickenhofer Höhe
- Altenberg (564,7 m), Landkreis Schwäbisch Hall, Limpurger Berge
- Raitelberg (561,1 m), Landkreis Heilbronn, Löwensteiner Berge
- Totenkopf (556,8 m), Landkreis Breisgau-Hochschwarzwald, Kaiserstuhl
- Kinzert (553,3 m), Neckar-Odenwald-Kreis, Odenwald
- Hohe Warte (551,3 m), Rhein-Neckar-Kreis, Odenwald
- Weißer Stein (548,9 m), Rhein-Neckar-Kreis, Odenwald
- Friedinger Schlossberg (547,2 m), Landkreis Konstanz, Hegau
- Zollstock (544,1), Rems-Murr-Kreis, Murrhardter Wald
- Stocksberg (539,7 m), Landkreis Heilbronn, Löwensteiner Berge
- Hohe Flum (536,4 m), Landkreis Lörrach, Dinkelberg
- Schriesheimer Kopf (529,2 m), Wilhelmsfeld, Rhein-Neckar-Kreis, Odenwald
- Eichelberg (525,3 m), Oberflockenbach, Rhein-Neckar-Kreis, Odenwald
- Steinknickle (524,9 m), Landkreis Heilbronn, Mainhardter Wald
- Fremersberg (525,1 m), Baden-Baden, Landkreis Rastatt, Schwarzwald
- Mühlberg (522,8 m), Hohenlohekreis, Waldenburger Berge
- Eichelspitze (521,3 m), Landkreis Breisgau-Hochschwarzwald, Kaiserstuhl
- namenlose Kuppe (519,6 m), Rems-Murr-Kreis, Buocher Höhe
- Kernen (512,7 m), Rems-Murr-Kreis, Schurwald
- Bopser (Hoher Bopser; 485,2 m), Stadtkreis Stuttgart, Filder
- Baiselsberg (477,3 m), Landkreis Ludwigsburg, Stromberg
- Heiligenberg (439,9 m), Heidelberg, Odenwald
- Maschlanden (417 m), Main-Tauber-Kreis, Bauland
- Württemberg (411,0 m), Stuttgart, Schurwald
- Wunnenstein (393,6 m), Ludwigsburg, Baden-Württemberg
- Heidelberg (336,7 m), Landkreis Heilbronn, Heuchelberg
- namenlose Kuppe (334 m), Landkreis Heilbronn, Hohenlohekreis, Harthäuser Wald